# Летни олимпийски игри 2028
XXXIV летни олимпийски игри ще се проведат през 2028 г. в Лос Анджелис, САЩ.

## Кандидатури
| Град         | Държава | 1 кръг     |
| Лос Анджелис | САЩ     | единодушие |